# Петровка (Мордовский район)
Петровка — село в Мордовском районе Тамбовской области. Относится к муниципальному образованию — Новопокровский поссовет. Соседями являются следующие населённые пункты:
- Никольская
- Димитров
- Шульгино
- Павловка
- Политдел

## История
Деревня была основана Петром Васильевичем Писаревым и названа в его честь.
Хутор Писаревка одним из первых поддержал Октябрьскую революцию, в том числе благодаря агитационной деятельности жителя В. К. Заборина.
- 1917 г. — формирование Петровского волревкома и переименование хутора Писаревка в деревню Петровка.
- 1917 г. — национализация имущества землевладельцев Писаревых, Челищевых и Урнижевских. Формирование членом Петровского волревкома Я. П. Сечкиным отделения Красной гвардии из жителей Петровки и соседних сел. Началась агитация людей на уборку полей бывших имений помещиков.
- 1918—1921 гг. — Красная гвардия Петровского волревкома участвует в разгромах крестьянского восстания сёл Политово (Михайловка), Лаврово; а также участвует в разгроме антоновцев.
- 1929 г. — коллективизация. Впоследствии Петровка стала частью колхоза «Мировой Октябрь» села Павловка.
- 1961 г. — вхождение колхоза «Мировой октябрь» в состав совхоза имени В. И. Ленина, формирование Петровского отделения совхоза. Начало упадка деревни.

В отделении находилась ферма, где содержались ремонтные тёлки. Но тем не менее из-за отсутствия дороги с асфальтным покрытием, нехваткой рабочих мест люди перебирались в более успешные Центральную усадьбу совхоза имени В. И. Ленина и посёлок Политотдел.
- 1961—2010 гг. — падение уровня жизни и населения. Закрытие клуба и школы.